# Paige Gosney
Paige Gosney (1 mei 1978) was een Amerikaanse jeugdacteur en is nu advocaat.

## Biografie
Gosney begon in 1990 met acteren met kinderrollen in de televisiefilm Call Me Anna. Hierna heeft hij nog enkele rollen gespeeld in televisieseries en films. 
Gosney startte in 1996 met studeren in aan de Universiteit van Oregon in Eugene (Oregon) in Engelse literatuur. Hij studeerde in september 2000 af in Engels en geschiedenis. Gosney ging rechten studeren en studeerde af in september 2007 op het Chapman University School of Law in Orange, en hij werkt nu op een advocatenkantoor in Irvine genaamd Jackson, DeMarco, Tidus, Peckenpaugh.

## Filmografie[4]
- 1996 Minor Adjustments – als Adam – televisieserie (1 afl.)
- 1993 Once Upon a Forest – als Russel (stem) – televisiefilm
- 1993 The Pink Panther – als stem – televisieserie (1 afl.)
- 1991 – 1992 The Torkelsons – als Kirby Scroggins – televisieserie (11 afl.)
- 1991 Shakes the Clown – als Billy – televisiefilm
- 1991 Beverly Hills, 90210 – als Cory – televisieserie (1 afl.)
- 1991 Timeless Tales from Hallmark – als stem – televisieserie (1 afl.)
- 1990 Call Me Anna – als Billy – televisiefilm